# Özcan Eralp
Özcan Eralp, född 27 november 1935 i Turkiet, död 12 januari 2019. Aktiv som illustratör och animatör sedan 1960. Kom till Sverige 1967 för att hälsa på sin bror, och kom sedan att stanna under lång tid. Fick arbete som ateljétecknare på Semic Press och började assistera Torsten Bjarre som tuschare på "Lilla Fridolf". När Bjarre var sjuk fick Eralp även spökteckna några avsnitt.
Hans stora dröm var dock att få teckna sin barndomsfavorit "Fantomen". Denna dröm gick i uppfyllelse 1968, då den svenska redaktionen började publicera Fantomenavsnitt från det italienska förlaget Fratelli Spada. Dessa avsnitt var gjorda för ett pocketformat och blev delvis omtecknade eller kompletterade med nya teckningar för att dryga ut längden och "förbättra" berättelserna. Eralp arbetade med detta under två år, innan han fick chansen att teckna ett helt äventyr på egen hand 1970. 
Under tidigt 70-tal var många av hans äventyr moderniserade varianter av gamla amerikanska 30- och 40-talsäventyr ursprungligen gjorda av Lee Falk, Ray Moore och Wilson McCoy. Han skrev även en del egna äventyr innan den svenska Fantomenproduktionen kom igång på allvar. Vid det laget hade Eralp redan flyttat hem till Turkiet igen.
1976–79 och 1986–88 samarbetade Eralp oftast med den svenske veteranen Bertil Wilhelmsson i ett team där Wilhelmsson skissade och Eralp tuschade. Eralps sista Fantomenäventyr publicerades 1991.
Han tecknade även humorserier och skämtteckningar, som bland annat publicerats i Super Fun.